# ديفيد إتش. كيلر
ديفيد إتش. كيلر (بالإنجليزية: David H. Keller)‏ (23 ديسمبر 1880، فيلادلفيا في الولايات المتحدة - 13 يوليو 1966 في الولايات المتحدة)؛ عالم نفس، طبيب نفسي وروائي أمريكي.